# LeftRightLeftRightLeft
LeftRightLeftRightLeft er Coldplays andet livealbum. Albummet uddeles gratis til alle resterende koncerter på bandets Viva la Vida Tour. Desuden kan albummet hentes gratis i digitalt format på bandets hjemmeside.

## Trackliste
1. "Glass of Water" – 4:44
2. "42" – 4:52
3. "Clocks" – 4:40
4. "Strawberry Swing" – 4:16
5. "The Hardest Part/Postcards from Far Away" – 4:15
6. "Viva la Vida" – 5:24
7. "Death Will Never Conquer" – 1:39
8. "Fix You" – 5:38
9. "Death and All His Friends" – 4:24